# Michelle Obama
Michelle LaVaughn Obama, född Robinson den 17 januari 1964 i Chicago, Illinois, är en amerikansk advokat och författare. Hon är sedan den 3 oktober 1992 gift med Barack Obama, som var USA:s 44:e president, och var därmed USA:s första dam från den 20 januari 2009 till den 20 januari 2017. Tillsammans har de döttrarna Malia och Natasha.

## Biografi
Obama har studerat vid Princeton University där hon 1985 avlade kandidatexamen (B.A.) i sociologi. Därefter studerade hon vid Harvard University där hon 1988 avlade juristexamen (J.D.) vid Harvard Law School. Hon träffade sin man när hon var anställd på juristfirman Sidley Austin. Därefter har Obama arbetat som assistent åt Chicagos borgmästare Richard M. Daley samt på University of Chicago Medical Center. Hon har suttit i styrelsen på TreeHouse Foods, Inc. och Chicago Council on Global Affairs. År 2008 var Michelle Obama aktiv i sin mans presidentvalskampanj.
Hon höll ett uppmärksammat tal för demokraternas presidentkandidat Hillary Clinton vid demokraternas nationella konvent 25 juli 2016 i samband med presidentvalet i USA 2016. Efter talet började omfattande spekulationer florera om huruvida hon skulle kunna tänkas bli en kommande presidentkandidat för valet 2020, något hon offentligt själv inte sagt sig hysa några planer på.

### Samhällsengagemang
År 2010 rankades hon av Forbes Magazine som "Världens mäktigaste kvinna". Under tiden i Vita huset har hon bland annat startat omfattande kampanjprogram för att förmå främst USA:s unga att motionera mer och leva sundare, "Let's Move". 
Let's Move har också förmått ett flertal amerikanska restaurangkedjor att ändra sina menyer mot mindre fet mat och hjälpt de 16 största matproducenterna att minska kaloriinnehållet med 1,5 miljarder kalorier i deras matprodukter 2015.
Hon är även engagerad i att motivera unga att utbilda sig vidare med Let Girls Learn. Baserat på forskning menar hon att utbildade kvinnor gifter sig senare, får större chans att bli ekonomiskt självständiga och att utbildningen även leder till färre missfall. Denna organisation menar att ”Om vi verkligen vill ha flickor i våra klassrum, så måste vi ha en ärlig konversation om hur vi ser och behandlar kvinnor i vårt samhälle… Och detta samtal måste äga rum i varje land på jorden, inklusive mitt eget.”